# Martin Zeman
Martin Zeman (* 28. března 1989 Tábor) je český profesionální fotbalista, který hraje na pozici levého záložníka za český klub Robstav Přeštice. Je také bývalým českým mládežnickým reprezentantem. Mimo Českou republiku působil na klubové úrovni v Rakousku, Švýcarsku, Izraeli, Polsku a na Slovensku.

## Klubová kariéra
Svoji fotbalovou kariétu začal v pěti letech v mužstvu FK Tábor, kam jej na první trénink přivedl jeho otec, který také hrával fotbal. Na jednom ze soustředění vstřelil čtyři branky v zápase proti Spartě Praha, jejíž představitele zaujal a pokračoval v žákovských kategorií Sparty.

### AC Sparta Praha
V průběhu ročníku 2007/08 se propracoval do seniorské kategorie, kde nejprve nastupoval za rezervu. Později měl nabídku z Nizozemska a také z věhlasného Realu Madrid, který ho chtěl do své rezervy.

#### Sezona 2007/08
V A-týmu debutoval pod trenérem Bílkem. Svůj premiérový ligový zápas odehrál ve věku 18 let 28. října 2007 proti SK Kladno (výhra 4:1), když v 80. minutě nahradil na hrací ploše Miroslava Matušoviče. 8. 11. si odbyl premiéru v Poháru UEFA, když nastoupil na posledních sedm minut na půdě francouzského Toulouse FC při výhře 3:2. Ve svém třetím střetnutí v lize a v prvním v základní sestavě se poprvé střelecky prosadil, když ve 30. minutě otevřel skóre v derby proti Bohemians 1905 a podílel se na výhře 3:1. Celkem v ročníku odehrál osm utkání v lize.

#### Sezona 2008/09
S klubem se představil ve 3. předkole Ligy Mistrů UEFA, kde Sparta podlehla řeckému Panathinaikosu FC 1:2 a 0:1. Svoji první a jedinou branku v sezoně vsítil ve 2. kole hraném 10. srpna 2008 na půdě Kladna, když v 81. minutě zvyšoval na konečných 2:0. Během ročníku nastoupil v lize k 21 střetnutím.

#### Sezona 2009/10
Poté co Sparta ani tentokrát nepostoupila přes Panathinaikos do základní skupiny LM, byla nalosována do skupiny K Evropské ligy UEFA, kde se střetla s PSV Eindhoven (Nizozemsko), FC Kodaň (Dánsko) a CFR Kluž (Rumunsko). V prvním kole EL se proti Eindhovenu střelecky prosadil, v 87. minutě dal gól na 2:1. Sparta nakonec náskok neudržela a po brance v poslední minutě z penalty remizovala se soupeřem 2:2. Celkem odehrál Zeman v základní skupině tři utkání. Sparta skončila ve skupině K na třetí pozici a do jarní vyřazovací části nepostoupila. V lize se střelecky prosadil jednou, a to ve 12. kole proti FK Bohemians Praha (výhra 3:2). S celkem vybojoval na jaře 2010 titul mistra ligy. Celkem odehrál 20 ligových utkání.

#### Sezóna 2010/11
21. 7. 2010 dal po dvou minutách na hřišti gól na konečných 2:0 v odvetě 2. předkola Ligy mistrů UEFA proti lotyšskému Liepājas Metalurgs. V následujícím předkole proti polskému Lechu Poznań Zeman nenastoupil, Sparta 2x vyhrála 1:0. Ve čtvrtém předkole narazil tým na MŠK Žilinu ze Slovenska a Sparta se po prohrách 0:2 a 0:1 musela spokojit s účasti v Evropské lize, kde byla nalosována do skupiny F spolu s italským US Città di Palermo, PFK CSKA Moskva z Ruska a švýcarským FC Lausanne-Sport. Sparta skončila s devíti body na druhém místě a v jarním šestnáctifinále se střetla s anglickým Liverpool FC, se kterým po remíze 0:0 a prohře 0:1 vypadla.
Zeman měl v průběhu sezony problémy s trenéry, na trénincích neodváděl maximum, a následně byl načas přeřazen do B-mužstva. Po návratu do "áčka" rozhodl jedinou brankou střetnutí proti 1. FK Příbram hrané 6. 3. 2011 v 19. kole. Po skončení ročníku, ve kterém nastoupil pouze k devíti utkáním, s ním ve Spartě přestali počítat a putoval po hostováních.

### FC Admira Wacker Mödling (hostování)
Před sezonou 2011/12 uspěl na testech v týmu nováčka rakouské ligy FC Admira Wacker Mödling, kam odešel na hostování s opcí na přestup, a stal se mj. spoluhráčem českého záložníka Patrika Ježka. Za Admiru debutoval 17. září 2011 v 8. kole proti SV Ried, kdy při remíze 1:1 odehrál devět minut jako střídající hráč. Do sestavy Mödlingu se přes Ježka těžko prosazoval, a i proto nastoupil jen ke 14 zápasům v lize.

### FC Viktoria Plzeň (hostování)
V létě 2012 měl původně namířeno do řeckého PAOKu Soluň, ale nakonec odešel hostovat do západočeského mužstva FC Viktoria Plzeň. Společně s ním přišel ze Sparty na přestup také obránce Lukáš Hejda. V úvodním předkole EL se zranil a na tři měsíce nebyl trenérům k dispozici. Přesto se s Plzní představil v základní skupině B Evropské ligy 2012/13, kde byla Viktoria přilosována k týmům Atlético Madrid (Španělsko), Hapoel Tel Aviv (Izrael) a Académica de Coimbra (Portugalsko). V prvním utkání Plzně 20. září 2012 na domácí půdě proti portugalskému týmu Académica de Coimbra Zeman nastoupil od 60. minuty (za Jakuba Horu), Plzeň vyhrála 3:1. V dalším utkání 4. října s Atléticem Madrid nenastoupil, španělský celek zvítězil doma 1:0 gólem v samotném závěru. 25. října cestovala Plzeň do Izraele k utkání proti Hapoelu Tel Aviv a většinu prvního poločasu byla pod tlakem soupeře, z tlaku se vymanila až koncem první půle. Zeman střídal na hřišti v 73. minutě Michala Ďuriše, střetnutí skončilo výsledkem 2:1 pro hosty, Plzeň si s 6 body upevnila druhou příčku za vedoucím Atléticem Madrid. 8. listopadu 2012 přivítala Plzeň Hapoel Tel Aviv v odvetě na domácím hřišti a vyhrála 4:0, díky tomuto výsledku se posunula s 9 body o skóre na čelo tabulky před doposud vedoucí Atlético Madrid (které v souběžném zápase prohrálo v Coimbře 0:2). Izraelský celek hrál navíc od 41. minuty oslaben o jednoho hráče. Zeman nastoupil na hřiště v 80. minutě, kdy střídal Pavla Horvátha. 22. listopadu nastoupil v Portugalsku v utkání proti Coimbře (šel na hřiště v 73. minutě), zápas skončil 1:1. Tento výsledek zajistil Plzni postup do jarní fáze Evropské ligy. 6. prosince 2012 odehrál posledních 20 minut v Plzni proti Atléticu Madrid (výhra 1:0). Plzeň si tak se 13 body zajistila konečné 1. místo v tabulce skupiny B o 1 bod před druhým Atléticem. Viktoria nakonec vypadla z Evropské ligy v osmifinále s tureckým Fenerbahçe SK.
Ligovou premiéru v dresu Plzně si připsal v 10. kole proti Příbrami (prohra 0:1), když v 64. minutě vystřídal Marka Hanouska. S Viktorkou v ročníku 2012/13 Gambrinus ligy vybojoval titul pro mistra ligy. V nejvyšší soutěži nastoupil jen k šesti střetnutím.

### FK Senica (hostování)
V červenci 2013 odešel na hostování do slovenského týmu FK Senica, kde v té době působila řada českých hráčů. Se Senicou se představil ve 2. předkole Evropské ligy UEFA, kde klub narazil na srbský FK Mladost Podgorica (remíza 2:2 a prohra 0:1). V nejvyšší slovenské soutěži poprvé nastoupil za Senici ve 2. kole hraném 28. 7. 2013 proti tehdejšímu nováčkovi FK DAC 1904 Dunajská Streda (výhra 4:0), nastoupil na celý zápas. 17. září 2013 vsítil úvodní branku v zápase proti Dukle Banská Bystrica, utkání nakonec skončilo remízou 1:1. Po půl roce se vrátil zpět do Sparty. Za Senici odehrál 11 ligových střetnutí.

### 1. FK Příbram (hostování)
V zimním přestupovém období sezony 2013/14 zamířil ze Sparty na půlroční hostování do mužstva 1. FK Příbram.

#### Sezona 2013/14
V dresu Příbrami debutoval 22. února 2014 ve 22. kole proti Bohemians Praha 1905 (výhra 1:0), odehrál celých devadesát minut. Svůj první gól za klub vsítil ve 28. kole, když v zápase proti FK Baumit Jablonec zvyšoval ve 44. minutě na konečných 3:0. Během půl roku odehrál celkem 12 zápasů v lize.

#### Sezona 2014/15
V létě 2014 prodloužil v Příbrami hostování o rok. Poprvé se střelecky prosadil 25. října 2014 v ligovém zápase s Baníkem Ostrava (výhra 3:1). Ve 24. kole hraném 19. 4. 2015 se v souboji s FC Hradec Králové dvakrát prosadil, když nejprve v 55. minutě snížil z penalty na 1:2 a o 15 minut později stav zápasu vyrovnal. Příbram nakonec v Hradci zvítězila v poměru 3:2. Počtvrté v sezoně se trefil v následujícím kole proti Dukle Praha (výhra 3:0). Svůj pátý gól v dresu Středočechů vsítil v duelu 29. kola proti Zbrojovce Brno (výhra 3:2), když v 68. minutě dal z pokutového kopu branku na průběžných 2:1. V Příbrami prožíval vydařené období. S týmem do konce ročníku překvapivě bojoval o postup do evropských pohárů, který se nezdařil. V sezoně 2014/15 vstřelil pět gólů a zaznamenal 12 přesných přihrávek, čímž se stal nejlepším nahrávačem ligy.

### FC Sion
Před ročníkem 2015/16 mu ve Spartě vypršel kontrakt a jako volný hráč (zadarmo) odešel do švýcarského klubu FC Sion, se kterým uzavřel smlouvu do roku 2018.
V dresu Sionu si odbyl premiéru v prvním kole hraném 18. července 2015 proti FC Luzern (remíza 2:2), odehrál 77 minut. Se Sionem se představil ve skupinové fázi Evropské ligy, kde se mužstvo střetlo ve skupině B s Rubinem Kazaň a Liverpoolem (Anglie). Zeman odehrál pouze 18 minut v odvetném střetnutí proti Bordeaux (remíza 1:1), v jehož dresu nastoupil také Jaroslav Plašil. Sion skončil ve skupině s devíti body na druhém místě a postoupil do play-off. V lednu 2016 projevila o Zemana zájem Slavia Praha, ale transfer se nakonec nezrealizoval. V jarním šestnáctifinále čekala na Sion SC Braga z Portugalska, která po výhře 2:1 (v tomto střetnutí hráč nenastoupil) a remíze 2:2 postoupila do čtvrtfinále. Celkem za Sion nastoupil k 27 ligovým střetnutím.

### FC Viktoria Plzeň
V srpnu 2016 se vrátil do Viktorie Plzeň, kde s týmem zažívající nepovedený vstup do sezony 2016/17 uzavřel tříletý kontrakt.

#### Sezóna 2016/17
Obnovenou premiéru v první lize v dresu Viktorie si odbyl 28. srpna 2016 v utkání 5. kola proti SK Slavia Praha (výhra 3:1), když v 71. minutě vystřídal Milana Petrželu, a v 86. minutě se podílel na třetí brance svého mužstva.
S Plzní se představil ve skupinové fázi Evropské ligy UEFA, kde byla Viktorka nalosována do základní skupiny E společně s AS Řím (Itálie), Austria Vídeň (Rakousko) a FC Astra Giurgiu (Rumunsko). V první kole se Viktoria střetla 15. 9. 2016 na domácí půdě s AS Řím (remíza 1:1). Zeman hrál do 72. minuty a v 1. poločase (ve 12. minutě) Marek Bakoš po jeho centu do pokutového území vyrovnal hlavou na konečných 1:1. K dalšímu zápasu základní skupiny cestovala Plzeň 29. září 2016 do Rakouska, kde se střetla s Austrií Vídeň. Zeman nastoupil na celé střetnutí, které skončilo bezbrankovou remízou. 20. 10. 2016 podlehla Plzeň se Zemanem v základní sestavě Astře Giurgiu 1:2. V Odvetě hrané 3. listopadu 2016 na hřišti Astry se objevil pouze na lavičce náhradníků, jelikož byl krátce po zranění. Viktorka remizovala se soupeřem 1:1. 24. 11. 2016 vstřelil v 18. minutě branku na půdě slavného AS Řím, Viktorka však soupeři podlehl 1:4 a definitivně přišla o naději na postup. V posledním zápase s Austrií hraném 8. prosince 2016 se Zeman podílel na vítězné brance svého mužstva, když jeho centr do pokutového přetavil v 84. minutě na gól Michal Ďuriš. Západočeši před domácím publikem otočili zápas proti Austrii Vídeň z 0:2 na 3:2, přestože od 18. minuty hráli oslabeni o jednoho hráče. Plzeň touto výhrou ukončila 14 zápasovou sérii bez vítězství v Evropské lize. Viktoria skončila v základní skupině na třetím místě.

## Klubové statistiky
Aktuální k 16. červenci 2020
| Sezona  | Klub                      | Soutěž         | Zápasy | Góly |
| ------- | ------------------------- | -------------- | ------ | ---- |
| 2007/08 | AC Sparta Praha           | Gambrinus liga | 8      | 1    |
| 2008/09 | AC Sparta Praha           | Gambrinus liga | 20     | 1    |
| 2009/10 | AC Sparta Praha           | Gambrinus liga | 20     | 1    |
| 2010/11 | AC Sparta Praha           | Gambrinus liga | 9      | 1    |
| 2011/12 | FC Admira (host.)         | Bundesliga     | 14     | 0    |
| 2012/13 | FC Viktoria Plzeň (host.) | Gambrinus liga | 6      | 0    |
| 2013/14 | FK Senica (host.)         | Corgoň liga    | 11     | 1    |
| 2013/14 | 1. FK Příbram (host.)     | Gambrinus liga | 12     | 1    |
| 2014/15 | 1. FK Příbram (host.)     | Synot liga     | 25     | 5    |
| 2015/16 | FC Sion                   | Super League   | 24     | 0    |
| 2016/17 | FC Sion                   | Super League   | 3      | 0    |
| 2016/17 | FC Viktoria Plzeň (host.) | HET liga       | 16     | 0    |
| 2017/18 | FC Viktoria Plzeň         | HET liga       | 24     | 0    |
| 2018/19 | FC Viktoria Plzeň         | FORTUNA liga   | 7      | 0    |
| 2018/19 | Hapoel Raanana (host.)    | Ligat haAL     | 10     | 0    |
| 2019/20 | 1. FK Příbram             | FORTUNA liga   | 18     | 0    |
| 2019/20 | FC Slovan Liberec (host.) | FORTUNA liga   | 13     | 0    |

## Reprezentační kariéra
Martin Zeman působil v reprezentačních výběrech České republiky do 16, 17, 18, 19, 20 a 21 let. S výběrem U17 se stal v roce 2006 vicemistrem Evropy. Čeští mladíci podlehli ve finále Rusku až v penaltovém rozstřelu.
Hrál mj. na Mistrovství světa hráčů do 20 let 2009 v Egyptě, kde ČR vypadla v osmifinále s Maďarskem na penalty 3:4 (po prodloužení byl stav 2:2).

### Reprezentační góly a zápasy
Zápasy Martina Zemana v české reprezentaci do 21 let
| Rok    | Zápasy | Góly |
| ------ | ------ | ---- |
| 2008   | 1      | 0    |
| 2009   | 4      | 1    |
| Celkem | 5      | 1    |

Góly Martina Zemana v české reprezentaci do 21 let
| Gól | Datum        | Stadion                  | Soupeř        | Skóre (min.) | Výsledek | Soutěž                      |
| --- | ------------ | ------------------------ | ------------- | ------------ | -------- | --------------------------- |
| 010 | 17. 11. 2009 | Ballymena, Severní Irsko | Severní Irsko | 00:10 (36.)  | 1:2      | kvalifikace na ME „21“ 2011 |

## Osobní život
Je rozvedený, žije s přítelkyní Mirkou, jež působí jako vedoucí mládeže dívek u FC Viktoria Plzeň.